# 조선사회민주당
조선사회민주당(朝鮮社會民主黨, 영어: Korean Social Democratic Party)은 조선민주주의인민공화국의 사회민주당이다.

## 역사

### 창당
소군정은 1945년 10월 14일 조만식에게 조만식을 당수, 김일성을 부당수로 하는 정당을 건설할 것을 제안했다. 조만식은 처음에 분단상태에서 정당을 만드는 것은 남북 분할을 영구화시킬 위험이 있다는 생각에 반대하였으나, 김일성의 계속된 압력으로 인해 1945년 11월 3일 평양에서 '조선민주당'을 창당하게 된다. 주민들의 호응으로 조선민주당은 창당 3개월 만에 조선민주주의인민공화국 전역에 지부를 구성하였으며, 당원의 수는 30만(김일성의 계산)에서 50만(조선민주당의 집계)에 이르렀다.

### 김일성 등장 이후
독자적인 세력이 없이 소군정의 후원밖에 믿을 수 없던 김일성은 연안파가 주축인 조선공산당과 조만식의 조선민주당을 적당히 조정하며 자신의 권력을 획득하려는 생각으로 자파인 최용건과 김책을 각각 서기장과 정치부장으로 추천했다. 이후, 조만식은 신탁통치 반대운동을 하다가 숙청당했으며, 최용건이 당수로 등장해 완전히 조선로동당에 예속되게 되었다. 김일성은 이후 1956년 조선민주당 당수인 최용건을 노동당 부위원장에 앉힘으로써 조민당의 로동당 예속을 완성했다. 하지만 이윤영, 한근조, 김병연, 이종현, 백남홍 등은 이런 행태에 반발, 남쪽으로 넘어와 1946년 1월 본거지를 서울로 이전한다.
1958년 이후 조민당의 지방조직은 점차 해체되기 시작했으며, 1960년대에 이르러 도당조직마저 해체되어 상부조직만 남은 이름뿐인 당이 되었다. 1972년 최용건의 사망 후, 강양욱이 위원장이 되었으며, 1981년 1월 28일-29일 조선민주당 제6차 당대회에서 당명이 현재의 '조선사회민주당'으로 개칭되었다. 부주석 강양욱이 1983년 2월 사망하여 당중앙위원회 위원장이 6년이 넘게 공석으로 남아있다가, 이계백이 1989년 4월 17일 위원장으로 선출되었다. 1993년 7월 김병식이 위원장에 선출되고, 1998년 8월 김영대가 당중앙위원회 위원장이 되었다.

## 역대 지도부

### 당수
- 조만식 1945년 11월 3일 ~ 1946년 1월
- 최용건 1946년 1월 ~ 1958년, 조선로동당 당적을 같이 보유하고 있었음
- 강량욱 1958년 ~ 1983년 1월 9일
- (당수 공백기간) 1983년 1월 9일 ~ 1989년 4월 17일
- 이계백 1989년 4월 17일 ~ 1993년 7월
- 김병식 1993년 7월 ~ 1993년 11월
- 김영대 1998년 8월 ~ 2017년 8월 28일
- 박용일 2017년 8월 28일 ~ 2022년 9월 18일[2]
- (당수 공백기간) 2022년 9월 18일~ 2023년 1월 19일
- 김호철 2023년 1월 19일~

### 부당수
- 한근조 1945년 ~ 1946년 2월
- 최용건 1945년 ~ 1946년 2월, 조선로동당 당적을 같이 보유하고 있었음
- 강량욱 1946년 2월 ~ 1959년
- 김병식 ? ~ 1993년 7월

## 통합진보당과의 교류
조선사회민주당은 2003년부터 민주노동당과 자매결연을 맺었는데 통합진보당 창당 후에도 여전히 자매결연을 유지했었다.
2012년 7월 23일 조선사회민주당은 '조선사회민주당 중앙위원회' 명의로 당 지도부를 새로 선출한 통합진보당에 축전을 보냈었다.
그런데 이 축전이 진보신당으로 잘못 전달 되었다.
보내온 축전에는 "우리는 귀당이 새 지도부를 구성한 것과 관련해 축하와 따뜻한 동포애적 인사를 보낸다"며 "귀당이 오늘의 위기를 극복하고 당내 화합과 단결을 이룩해 당을 보다 대중적이고 영향력 있는 진보정당으로 강화·발전시켜 나가기를 바란다"고 적혀있다.
그리고 "이 기회에 남북공동선언의 기치 높이 자주, 민주통일을 이룩하기 위한 사업에서 두 당의 연대와 협력이 보다 확대발전되리라는 기대를 표명한다"고 덧붙였다.

## 같이 보기
- 조선민주주의인민공화국의 정당